# Керимова, Дюйма Кязым кызы
Дюйма Кязым кызы Керимова (азерб. Düymə Kazım qızı Kərimova; 27 февраля 1927, Казахский уезд — 1996, Товузский район) — советский азербайджанский виноградарь, Герой Социалистического Труда (1949).

## Биография
Родилась 27 февраля 1927 года в селе Асрик-Джирдаган Казахского уезда Азербайджанской ССР (ныне Товузский район).
С 1946 года рабочая, звеньевая колхоза имени Низами Таузского района. В 1948 году получила урожай винограда 242,4 центнеров с гектара на площади 3 гектара.
Указом Президиума Верховного Совета СССР от 21 июля 1949 года за получение высоких урожаев винограда в 1948 году Керимовой Дюйме Кязым кызы присвоено звание Героя Социалистического Труда с вручением ордена Ленина и золотой медали «Серп и Молот».
С 1969 года пенсионер союзного значения.
Скончалась в 1996 году.